# Tatlmain Lake
Tatlmain Lake är en sjö i Kanada.   Den ligger i territoriet Yukon, i den västra delen av landet, 4 200 km väster om huvudstaden Ottawa. Tatlmain Lake ligger 632 meter över havet.
Trakten runt Tatlmain Lake är nära nog obefolkad, med mindre än två invånare per kvadratkilometer.